# Bouchtyno
Bouchtyno (ukrainien : Буштино) est une commune urbaine de l'oblast de Transcarpatie, en Ukraine. 

## Présentation
Le village compte 8 516 habitants en 2021. Il se trouve à la confluence des rivières Tisza et Tereblia.
La première mention du village date de 1373 ; en 1910 il fit partie du  comté de Máramaros en Hongrie sous le nom de Bustyaháza.

## En images

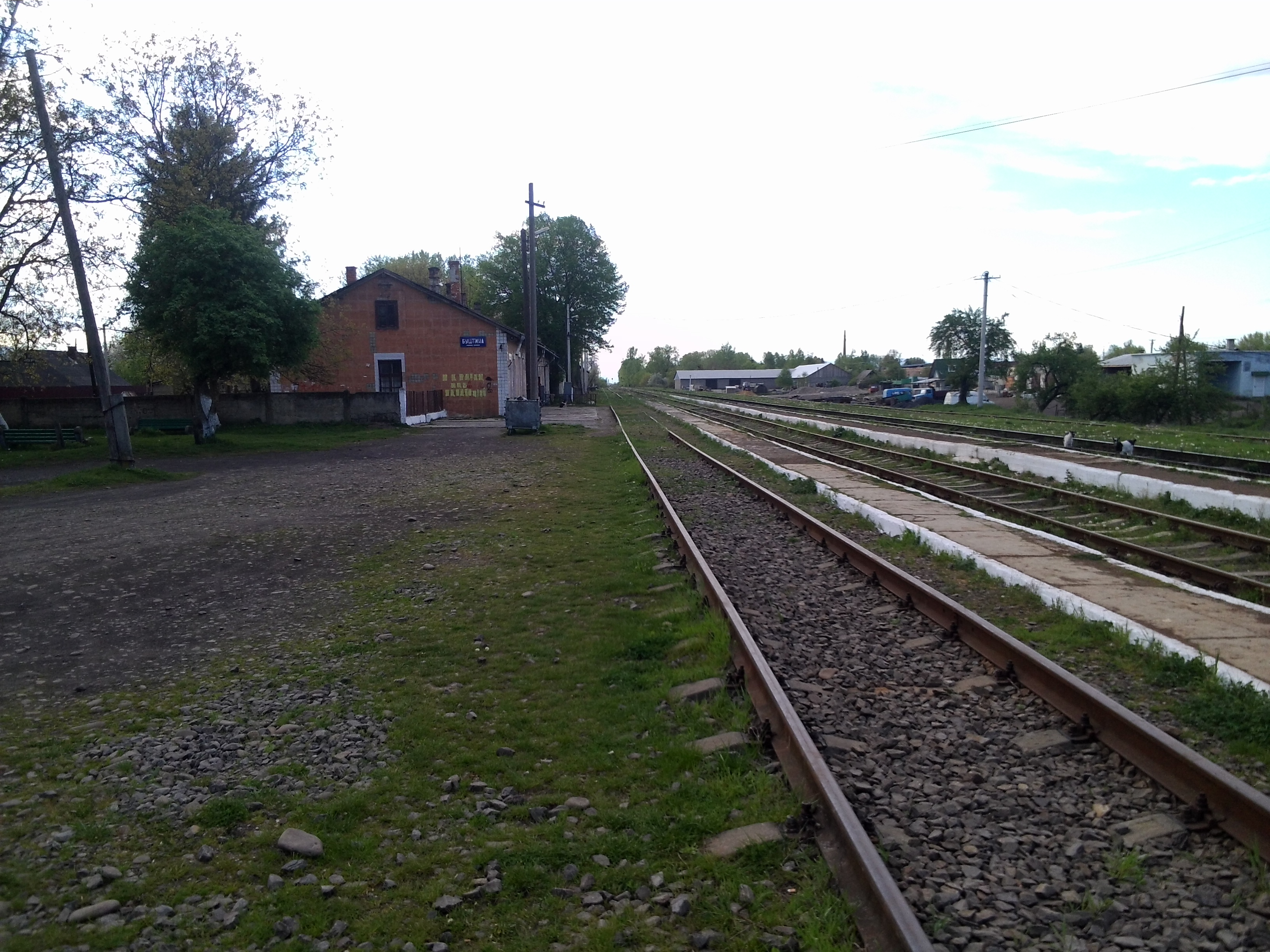
La gare,
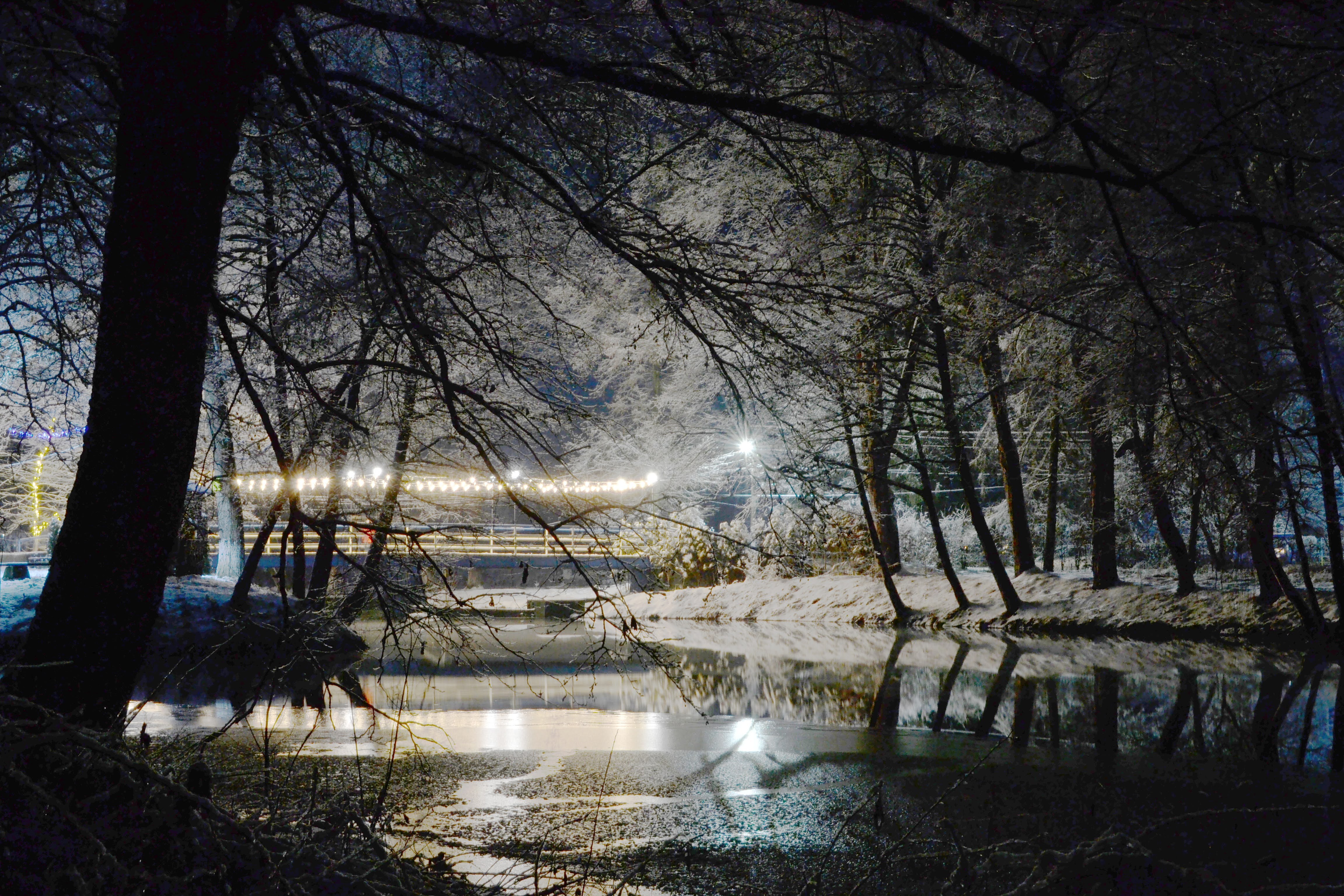
le parc classé[2],
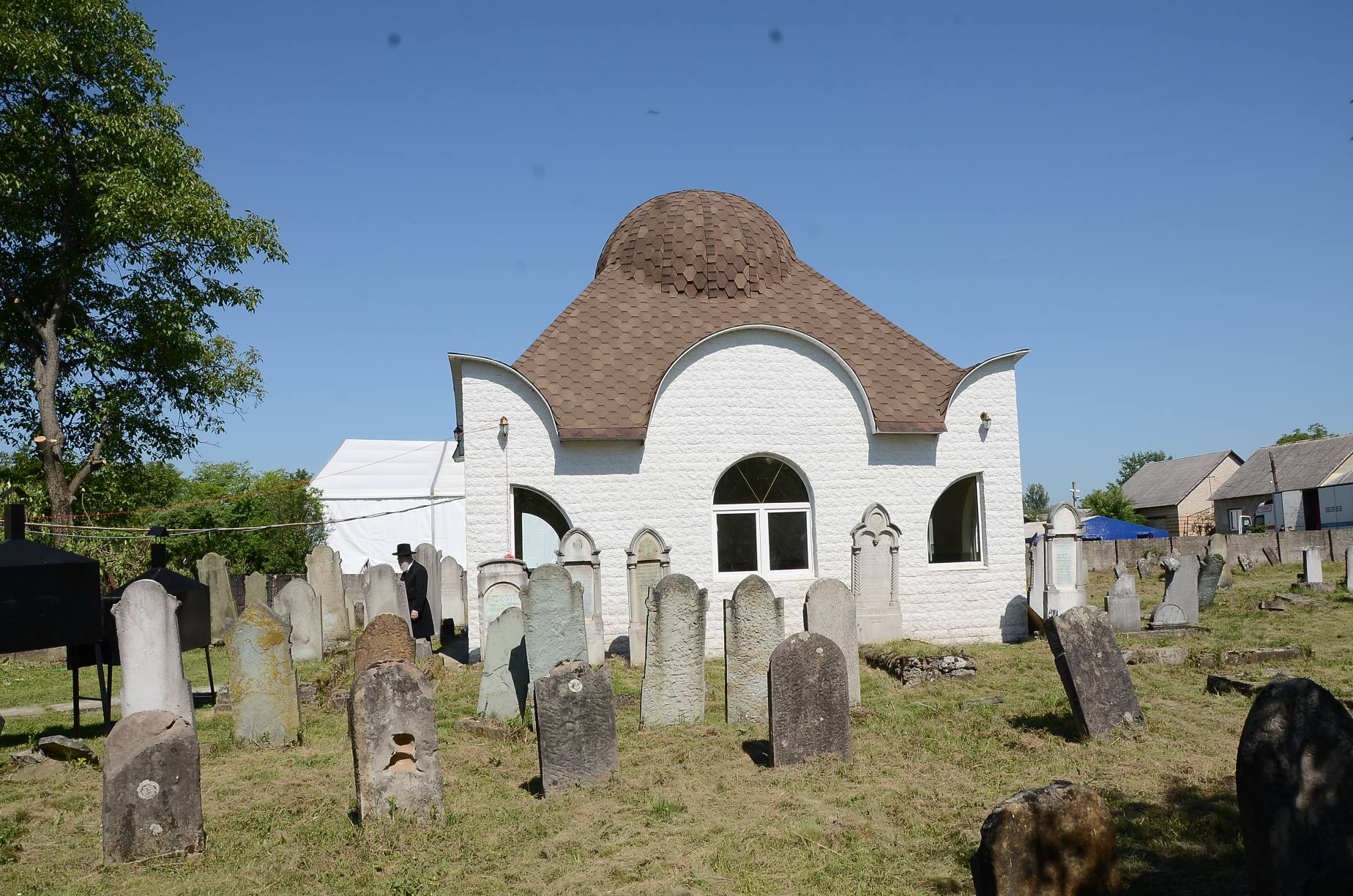
cimetière juif.